# Francesco Antonioli
Francesco Antonioli (Monza,  1969. szeptember 14. –) Európa-bajnoki ezüstérmes olasz labdarúgó, kapus.

## Pályafutása

### Klubcsapatban
Az AC Milan korosztályos csapatában kezdte a labdarúgást. 1986-ban a Monza első csapatában mutatkozott be. 1988-ban visszatért anyaegyesületéhez és 1994-ig az AC Milan játékosa volt, de közben három alkalommal is kölcsönadták. 1990-ben az AC Cesena, 1990-91-ben a Modena, 1993-94-ben a Pisa együttesének tagja volt. 1994-95-ben a Reggiana, 1995 és 1999 között a Bologna, 1999 és 2003 között az AS Roma, 2003 és 2006 között a Sampdoria kapusa volt. 2006-ban visszatért a Bolognához, ahol három idényen át szerepelt, majd ismét az AC Cesena játékosa lett és itt fejezte be az aktív labdarúgást 2012-ben.

### A válogatottban
1989 és 1992 között 23 alkalommal szerepelt az olasz U21-es válogatottban. 1992-ben hat alkalommal védett az olasz olimpiai csapatban és részt vett a barcelonai olimpián. Részt vett a 2000-es Európa-bajnokságon, de mérkőzésen nem szerepelt és az A-válogatottban sem mutatkozott be soha.

## Sikerei, díjai
Olaszország
- Európa-bajnokság
  - ezüstérmes: 2000, Belgium-Hollandia

 AC Milan
- Olasz bajnokság (Serie A)
  - bajnok: 1991–92, 1992–93
- Olasz szuperkupa (Supercoppa Italiana)
  - győztes: 1988, 1992, 1993
- Bajnokcsapatok Európa-kupája
  - győztes: 1988–89, 1989–90
- UEFA-szuperkupa
  - győztes: 1989, 1990
- Interkontinentális kupa
  - győztes: 1989, 1990

 AS Roma
- Olasz bajnokság (Serie A)
  - bajnok: 2000–01
- Olasz szuperkupa (Supercoppa Italiana)
  - győztes: 2001